# Scoparia erythroneura
Scoparia erythroneura là một loài bướm đêm trong họ Crambidae.